# Kessariani
Kessariani (tiếng Hy Lạp: ?) là một khu tự quản ở vùng Attiki, Hy Lạp. Khu tự quản Kessariani có diện tích 8 km², dân số theo điều tra ngày 18 tháng 3 năm 2001 là 27193 người.